# Составной дольмен
Составной дольмен — тип дольмена, частично или полностью собранного из отдельных блоков.

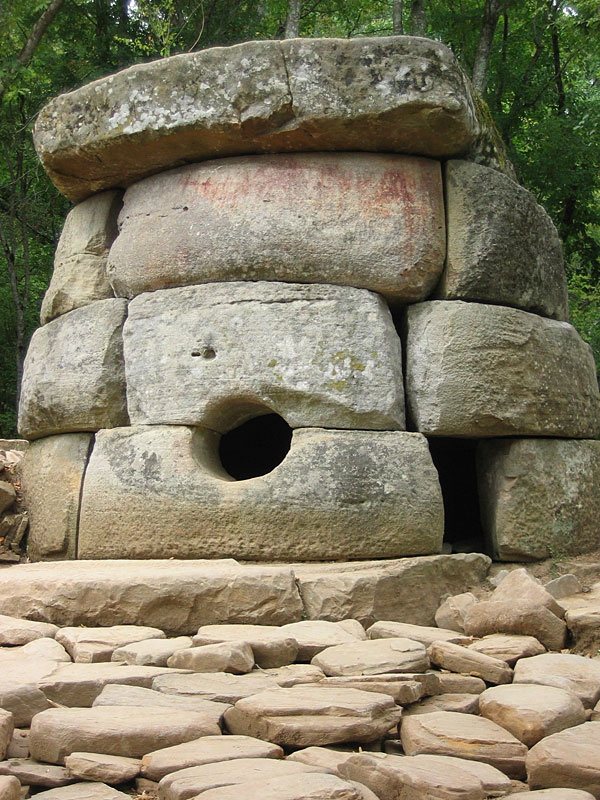
Составной дольмен (Россия, р. Жанэ)

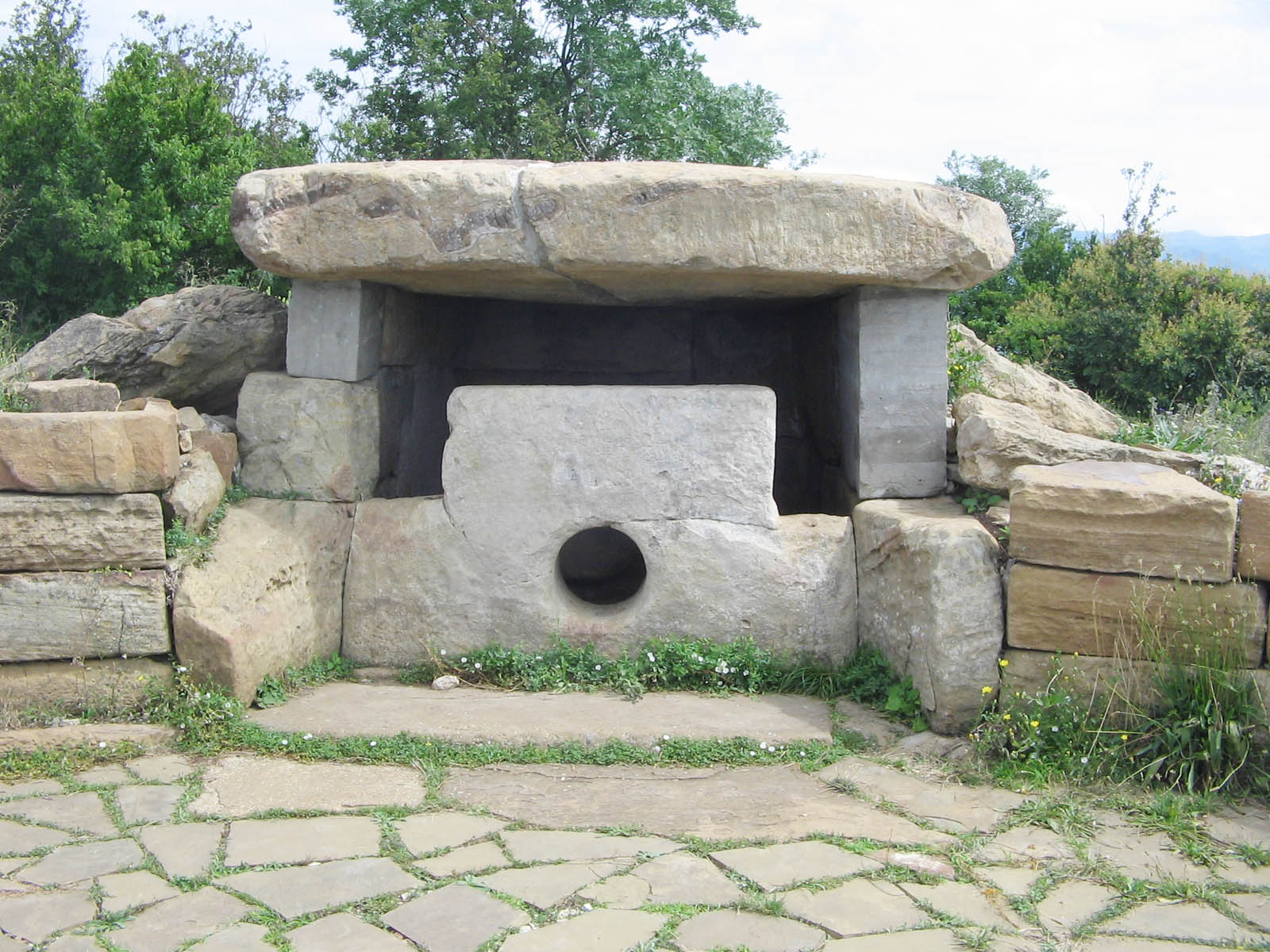
Составной дольмен на горе Нексис

Составные дольмены имеют достаточно сложное геометрическое соединение; такие дольмены могут быть круглыми, подковообразными или прямоугольными по форме. Крыша всегда делалась из одной каменной плиты. Целых составных дольменов осталось значительно меньше, чем корытообразных или плиточных, так как более мелкие камни легче унести.
На Кавказе составные дольмены можно увидеть на реке Жане (целый круглый и почти сохранившийся круглый без крыши), на горе Нексис (составной прямоугольный из Г-образных блоков, с отдельными утраченными блоками), подковообразные наполовину сохранившиеся «Поющие» дольмены у Новороссийска. Есть также остатки одного круглого составного дольмена в районе Адлера.

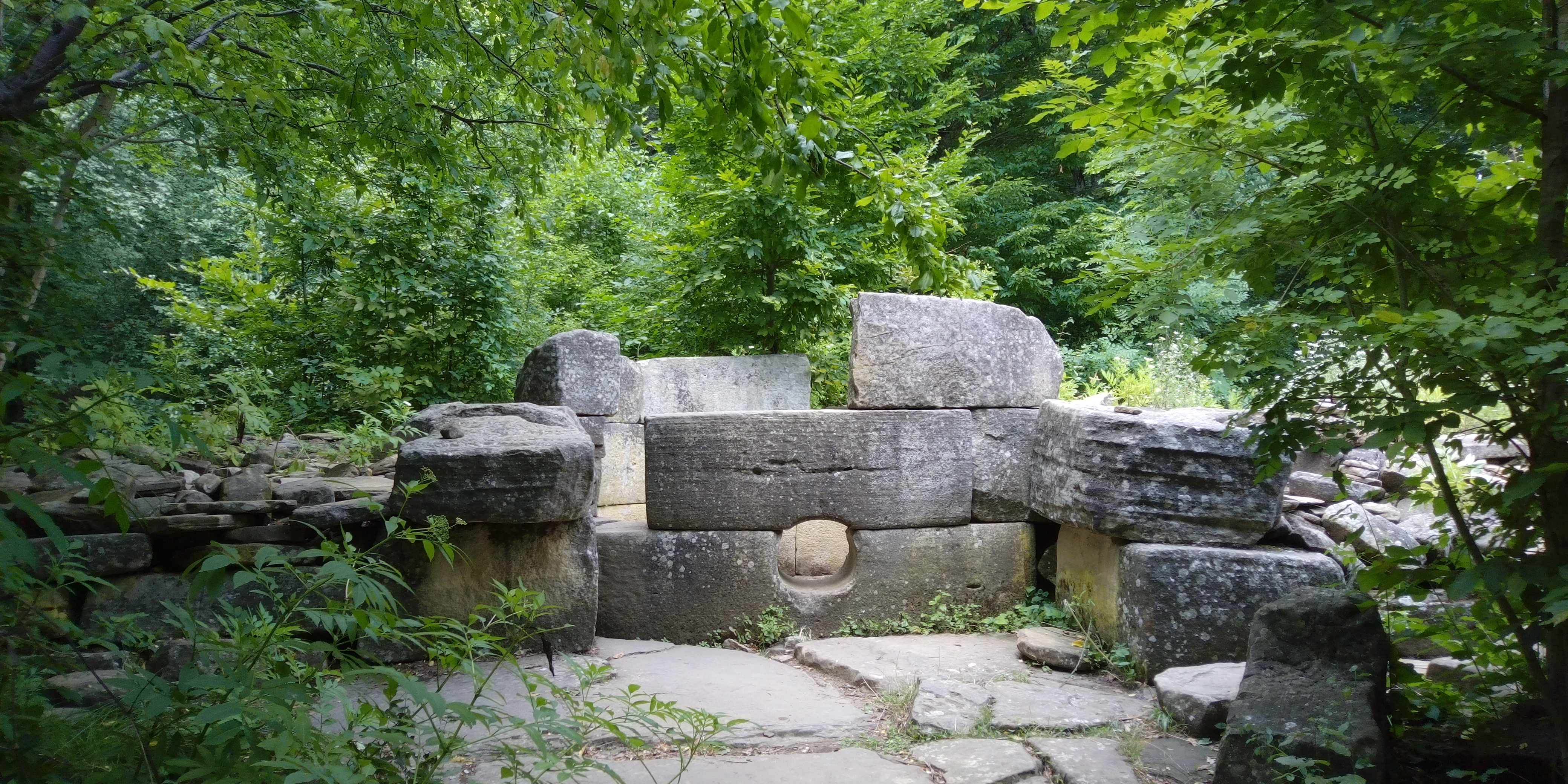
Круглый составной дольмен на Жане, левый

## Другие схожие типы мегалитов
К составным дольменам можно также отнести многоугольные гробницы. К сожалению, хотя упоминаний о них много в XVIII—XIX и начале XX века, до нашего времени не дошла ни одна из них. Известный исследователь кавказских дольменов В. И. Марковин упоминал о нескольких таких сооружениях в Карачаево-Черкесии, а также об одной многоугольной гробнице в районе дольменной группы урочища «3 Дуба». Первые, по-видимому, уже разрушены, а поиск второй крайне затруднён сильной залесенностью местности. По сведениям Марковина, такие сооружения состояли из 6—8 плит, вкопанных вертикально и образующих замкнутое кольцо, с монолитной крышей.
В Карачаево-Черкесии также известны развалины дольменоподобных гробниц, датируемых ранним средневековьем. Они отличаются богатой каменной резьбой на фасаде и конструкцией, схожей с составным дольменом на горе Нексис. Их остатки наблюдаются в долине реки Кяфар, (левом притоке реки Большой Зеленчук ).